# Rouvas Gorge
Rouvas Gorge är en ravin i Grekland.   Den ligger i regionen Kreta, i den sydöstra delen av landet, 300 km söder om huvudstaden Aten. Rouvas Gorge ligger 879 meter över havet.
Terrängen runt Rouvas Gorge är kuperad åt sydväst, men åt nordost är den bergig. Terrängen runt Rouvas Gorge sluttar söderut. Runt Rouvas Gorge är det ganska glesbefolkat, med 34 invånare per kvadratkilometer. Närmaste större samhälle är Moíres, 12,2 km söder om Rouvas Gorge. Trakten runt Rouvas Gorge består i huvudsak av gräsmarker.